# Veštačka deformacija lobanje
Veštačka deformacija lobanje ili  artificijelna deformacija kranijuma bila je metoda  spljoštavanja ili stezanja glave u cilju promene njenog oblika. Metodu, namernog deformisanja lobanja čoveka kroz vekove je primenjivana u drevnim civilizacijama Sumera, Egipćana, Olmeka, Maja i Inka. 

## Teoretska razmatranja
Motivi za promenu oblika lobanje razlikovali su se u različitim istorijskim epohama i kretali su se od estetskih sklonosti kako bi lobanja:
- dobila preteći i zastrašujući izgled za neprijatelja (Huni),
- poslužila za prikazivanja plemenske pripadnosti (Američki Indijanci),
- posltala simbol plemenitog porekla, ili simbol demonstracije socijalnog statusa, npr. elitnog.[2] Ova je motivacija verojatno igrala ključnu ulogu u društvu Maja, koje je nastojalo steći oblik lobanje koja bi bila estetski prigodnija ili sa željenim osobine. Na primer, pripadnici Naha u delu ostrva Tomman i jugozapadno od ostrva Malekula, Australija, smatrali su da je osoba s izduženim glavom  pametnija, i kao takva ima viši društveni status, bliža je duhovnom svetu.[3][4]
- prema nekim pseudonaučnim teorijama koje su smatrale da, u zavisnosti od njegovog oblika, mozak može da obavlja određene vrste razmišljanja.

Prema jednoj od modernih teorija, deformacija kranijuma najvjerojatnije je vršena radi ukazivanja na pripadnost grupi ili na demonstraciju socijalnog statusa, na primjer, elitnog. Ova je motivacija vjerojatno igrala ključnu ulogu u društvu Maja, koje je nastojalo steći oblik lobanje koja bi bila estetski podesnija i sa željenim osobinama. Na primer, Nahe u jednom delu ostrva Tomman i jugozapadno od otoka Malekula, Australiji, smatraju da je osoba s izduženom glavom pametnija, da ima viši društveni status, i da je bliža bogovima.
Zagovornici teorije paleokontakta smatraju da su drevne kulture stvarale izdužene lobanje u pokušaju da imitiraja vanzemaljacae, koje su zapravo smatrali bogovima. „Zavedeni” ovom teorijom, i danas neki mediji ponekad izdužene lobanje predstavljaju kao lobanje stranaca ili vanzemaljaca iz svemira.

## Metode izobličavanja kranijuma
Promena oblika kranijuma obično je vršena na novorođenčetu, jer je lobanja u ovom trenutku najviše gipka. Izobličavanjem normalnog rasta dečije lobanje vršeno je primenom sile. 
- Ravni ili izduženi oblici glave, postizani su — vezivanjem glave između dva komada drveta ili kamena.
- Zaobljeni oblici glave, postizani su — stezanjem glave tkanininom.

Najčešće se sa pritiskom na glavu počinjalo se otprilike mesec dana nakon rođenja novorođenčeta i trajalo je oko šest meseci.

## Uticaj na zdravlje
Za veštačku deformaciju lobanje i njen uticaj na zdravlje medicinska nauka ne daje jasan odgovor na ovo pitanje.
Istraživanja Horezma i Volge pokazale su da deformacija lobanje ne dovodi do ozbiljnih poremećaja u ljudskom telu, međutim, primećena je promena ugla nagiba turskog sedla, gde se nalazi hipofiza. Ova promena ponekad može da izazove blagu epilepsiju.
Studija uzoraka lobanja iz Perua nije otkrila statistički značajne razlike između obima lobanje kod veštački deformisanih i normalnih lobanja.
Deformacija glave može uticati na karakter ili ponašanje osobe, jer može kod nekih slučajeva dovesti do povećane agresivnosti (npr Sarmati, koji su uveliko prakticirali deformaciju glave, spadaju u grušu militarizovanih ljudi, a empirijski podaci dokazuju da su bili i jako agresivni.

## Spoljašnje veze
- Why early humans reshaped their children's skulls
- Mathematical Analysis of Artificial Cranial Deformation
- Reconstruction of an Ostrogoth woman from a skull (intentionally deformed), discovered in Globasnitz (Carinthia, Austria) : , , , , .
- Parents Have Been Reshaping Their Kids’ Skulls for 45,000 Years